# Шёнайх, Пауль фон
Пауль фон Шёнайх (нем. Paul von Schoenaich, псевдоним — Ойген Хофер (нем. Eugen Hover); 16 февраля 1866, Кляйн-Тромнау, Пруссия, — 7 января 1954, Райнфельд (Гольштейн), ФРГ) — немецкий генерал-майор, барон, деятель пацифистского движения.

## Биография
Был в семье младшим из шести детей. Его либерально настроенный отец, барон Эдуард фон Хофербек по прозвищу фон Шёнайх, умер, когда Паулю было четырнадцать. Пятью годами позже умерла его крайне религиозная мать, урожденная баронесса фон Будденброк. Его старшим братом был военный историк полковник Андреас фон Шёнайх.
В 1879 году поступил в кульмский кадетский корпус. После его окончания в 1883 году служил в кайзерлихмарине (в том числе на броненосце «Ольденбург»). Затем фон Шёнайх перешел в прусскую армию и с 1887 по 1907 год служил в Берлине во 2-м гвардейском драгунском полку, в свободное время слушая лекции в Берлинском университете, в том числе лекции Адольфа Вагнера и Карла Ольденберга по экономике. Затем работал в военном министерстве референтом по кавалерии, а с 1913 года в чине подполковника командовал 15-м гусарским полком «Королева Вильгельмина Нидерландская», расквартированным в Вандсбеке. С началом Первой мировой войны назначен командиром 14-го Курмаркского драгунского полка, сражавшегося во Франции и Польше. Летом 1915 года вернулся в министерство, где возглавил один из отделов. К тому времени он был награжден Железным крестом обеих степеней и офицерским крестом баварского ордена «За военные заслуги» с мечами.
В 1919 году командовал кавалерией в Берлине. В апреле 1920 года из-за конфликта с генералом Вальтером фон Лютвицем Шёнайх по его наущению покинул рейхсвер в чине генерал-майора и удалился в свое поместье в Райнфельде.
В 1918—1928 годах состоял в Немецкой демократической партии (НДП). В 1924 году он безуспешно баллотировался в рейхстаг по мекленбургскому округу. Он также выступал как оратор и публицист. В 1922 году он стал членом Германского общества мира (ГОМ). Помимо этого, он состоял во множестве организаций, в том числе рейхсбаннере, Обществе друзей Советского Союза, Немецком обществе за права человека; весной 1924 года фон Шёнайх был принят в масонскую ложу «В земле ободритов», находившуюся под юрисдикцией «Великой ложи принятых вольных каменщиков Восходящего солнца» в Людвигслюсте. В 1926 году вместе с Бертраном Расселом и Альбертом Эйнштейном он подписал «Манифест против воинской повинности». В 1929 году стал президентом ГОМ и вскоре сменил курс своего предшественника Людвига Квидде, сделав его последовательно пацифистским. В 1930 году фон Шёнайх присоединился к Радикально-демократической партии, отколовшейся от НДП.
После прихода нацистов к власти Германское общество мира было запрещено. Сам фон Шёнайх провел два месяца в тюрьме, а его книги попали в список книг, подлежащих сожжению. В 1945 году фон Шёнайх некоторое время состоял в ХДС. В 1946 году после воссоздания ГОМ фон Шёнайх вновь стал его президентом. В 1951 году он вошел в состав комитета по подготовке референдума против ремилитаризации и за мирный договор. Внутри ГОМ возникли разногласия, связанные с отношением к референдуму, в результате которых фон Шёнайх большинством голосов был отстранён от должности. Тем не менее в 1952 году он был избран почётным председателем ГОМ.
Являлся сторонником идеи свободной экономики.

## Сочинения
- Abrüstung der Köpfe, 1922.
- Vom vorigen zum nächsten Krieg, 1924.
- Lebende Bilder aus Sowjet-Rußland, 1925.
- Mein Damaskus, 1925.
- Palästina, 1926.
- Zehn Jahre Kampf für Frieden und Recht, 1929.
- Mein Finale (mit dem geheimen Tagebuch 1933—1945), 1947.